# Most Oued Tensift
Most Oued Tensift je zgodovinski most čez reko Tensift severno od Marakeša v Maroku. Prvotno je bil zgrajen v obdobju Almohadov v 12. stoletju.

## Zgodovina
Po zgodovinskih zapisih Al-Idrizija je prvi most čez reko Tensift zgradil almoravidski emir Ali ibn Jusuf (vladal 1106–1143) s pomočjo arhitektov iz Al Andaluza hkrati z obzidjem Marakeša. Most je bil strateško pomemben, saj je omogočal prečkanje reke med vsakoletnimi poplavami. Vendar so ta prvi most nekaj let po dokončanju uničile poplave.
Okoli leta 1170 n. št. (3 Safar 566 hidžri) je almohadski vladar Abu Jakub Jusuf I. ukazal rekonstrukcijo mostu na manj ranljivi točki 400 metrov dolvodno. Po Marmolu je imel ta prvotni most 15 lokov. Danes ima most 27 lokov, najverjetneje zaradi dejstva, da se je struga reke od 12. stoletja naprej širila, zato so morali most skozi leta podaljševati. Prvotni almohadski most najverjetneje ustreza srednjim delom sedanjega mostu. Most je zgrajen na stebrih, ki imajo stopničast in koničast profil navzgor in enostavno top profil navzdol, kar omogoča strukturi, da vzdrži silo vode skozi stoletja.
Leta 1954 je arheolog Charles Allain odkril temelje severnega dela tega mostu iz prve četrtine 12. stoletja, ki je bil 400 m gorvodno od almohadskega mostu. Njegova izkopavanja so odkrila kamniti most z 8 m širokimi stebri, zaščitenimi z ostrogi in podpornimi loki, nedvomno banjasto obokanimi z odprtino 7 m in krovom približno 8 m. Most naj bi bil v smeri sever-jug dolg skoraj 400 m.
Hidravlična naprava s segujo, ki je dovajala vodo iz hribovja Djebilet, sifona in bazenov, nakazuje, da je bilo v bližini tega severnega konca zbirališče in odhodna točka karavan proti mestom severnega Maroka.
Trenutno ni več vidnega elementa, ker so vsi zakopani pod desnim bregom reke.
Most je bil v stoletjih večkrat poškodovan, ob številnih popravilih. Na primer, portugalska besedila pripovedujejo, da so aprila 1515 na Marakeš napadle čete Nuna Fernandesa de Ataide, portugalskega guvernerja Safi in Azemmour. Po neuspešnem napadu na obzidje je protinapad branilcev mesta vodil do portugalskega umika, ki je bil oviran, ker so bili uničeni trije osrednji loki mostu.
Kronike saadijske dinastije poročajo tudi o obnovi mostu Tensift okoli leta 1555 po ukazu sultana Mohameda ech-Šeika.
Leta 1802 je alavitski vladar Mulaj Slimane dal obnoviti nekaj lokov mostu Tensift, ki se je porušil1.

## Arhitektura
Še vedno obstoječi Almohadski most je dolg približno 400 m, imel je 30 lokov, od katerih jih je 27 še vidnih (ostali so zakopani pod sedimenti severnega brega). Loki so na zaključkih polkrožno obokani in v osrednjem delu zašiljeni. Stebri, loki in krov so iz kamna, z loki in opečnimi oblogami v rekonstruiranih delih. Stebri debeline 5,30 m so gorvodno zavarovani z ostrogi, ki v povprečju štrlijo 4 m. Loki imajo odprtino v razponu od 5,10 m do več kot 6,40 m. V bistvu vodoraven krov je širok 8,70 m. Ta ploščad je 5,60 m nad rečno strugo, vendar bi lahko bila potopljena med izrednimi poplavami, kot so bile tiste marca 1949. Most je bil deležen številnih popravil, zlasti na zgornji strani, ki je bila izpostavljena toku poplav.